# Ames (Nova York)
Ames és una població dels Estats Units a l'estat de Nova York. Segons el cens del 2000 tenia 173 habitants.

## Demografia
Segons el cens del 2000, Ames tenia 173 habitants, 68 habitatges, i 49 famílies. La densitat de població era de 513,8 habitants/km².
Dels 68 habitatges en un 26,5% hi vivien nens de menys de 18 anys, en un 66,2% hi vivien parelles casades, en un 4,4% dones solteres, i en un 26,5% no eren unitats familiars. En el 22,1% dels habitatges hi vivien persones soles el 8,8% de les quals corresponia a persones de 65 anys o més que vivien soles. El nombre mitjà de persones vivint en cada habitatge era de 2,54 i el nombre mitjà de persones que vivien en cada família era de 3,02.
Per edats la població es repartia de la següent manera: un 26% tenia menys de 18 anys, un 5,8% entre 18 i 24, un 29,5% entre 25 i 44, un 23,1% de 45 a 60 i un 15,6% 65 anys o més.
L'edat mediana era de 36 anys. Per cada 100 dones de 18 o més anys hi havia 103,2 homes.
La renda mediana per habitatge era de 32.500 $ i la renda mediana per família de 38.750 $. Els homes tenien una renda mediana de 30.000 $ mentre que les dones 23.750 $. La renda per capita de la població era de 17.794 $. Entorn del 8,7% de les famílies i el 8,8% de la població estaven per davall del llindar de pobresa.